# Józefów nad Wisłą (gmina)
Pour les articles homonymes, voir Józefów nad Wisłą.
Józefów nad Wisłą est une gmina mixte ou urbaine-rurale (gmina miejsko-wiejska) du powiat d'Opole Lubelskie, dans la Voïvodie de Lublin, dans l'est de la Pologne.
Son siège administratif (chef-lieu) est la ville de Józefów nad Wisłą, qui se situe environ 16 kilomètres (km) au sud-ouest d'Opole Lubelskie (siège du powiat) et 57 kilomètres au sud-ouest de la capitale régionale Lublin (capitale de la voïvodie).
La gmina couvre une superficie de 141,56 km2 pour une population de 6 997 habitants en 2006.

## Histoire
De 1975 à 1998, la gmina est attachée administrativement à l'ancienne Voïvodie de Lublin.

Depuis 1999, elle fait partie de la nouvelle voïvodie de Lublin.

## Géographie
Outre la ville de Józefów nad Wisłą, la gmina inclut les villages (sołectwa) de:

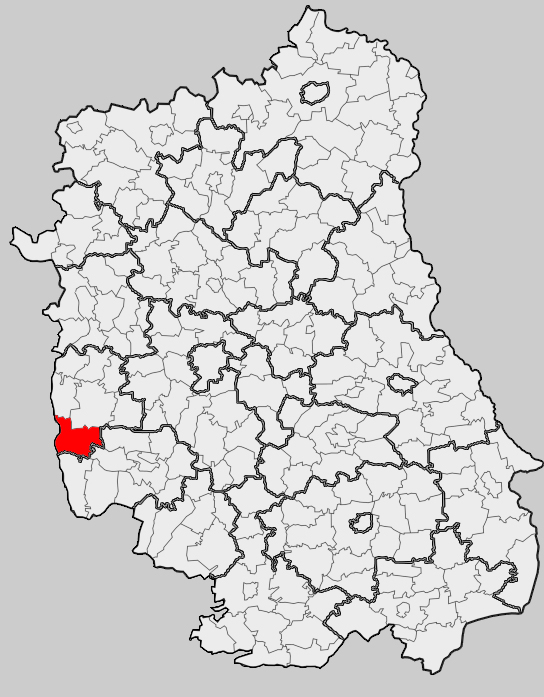
Position de la gmina dans la voïvodie

- Basonia
- Boiska-Kolonia
- Bór
- Chruślanki Józefowskie
- Chruślanki Mazanowskie
- Chruślina
- Chruślina-Kolonia
- Dębniak
- Graniczna
- Idalin
- Kaliszany-Kolonia
- Kolczyn
- Łopoczno
- Mariampol
- Mazanów
- Miłoszówka
- Niesiołowice
- Nieszawa
- Nieszawa-Kolonia
- Nietrzeba
- Owczarnia
- Pielgrzymka
- Pocześle
- Prawno
- Rybitwy
- Spławy
- Stare Boiska
- Stare Kaliszany
- Stasin
- Stefanówka
- Studnisko
- Ugory
- Wałowice
- Wałowice-Kolonia
- Wólka Kolczyńska

### Gminy voisines
La gmina de Józefów nad Wisłą est voisine des gminy de:
- Annopol
- Dzierzkowice
- Łaziska
- Opole Lubelskie
- Solec nad Wisłą
- Tarłów
- Urzędów

## Structure du terrain
D'après les données de 2002, la superficie de la commune de Józefów nad Wisłą est de 141,56 kilomètres carrés, répartis comme telle :
- terres agricoles : 68%
- forêts : 22%

La commune représente 17,60% de la superficie du powiat.

## Démographie
Données du 30 juin 2004:
| Description        | Total  | Total | Femmes | Femmes | Hommes | Hommes |
| ------------------ | ------ | ----- | ------ | ------ | ------ | ------ |
| Unité              | Nombre | %     | Nombre | %      | Nombre | %      |
| Population         | 7 037  | 100   | 3 451  | 49,04  | 3 586  | 50,96  |
| Densité (hab./km²) | 50     | 50    | 24,52  | 24,52  | 25,48  | 25,48  |